# Hypolagus
Hypolagus – rodzaj wymarłego ssaka z rodziny zającowatych żyjącego w okresie od miocenu do plejstocenu. W pięciu stanowiskach paleontologicznych na terenie Polski – w Podlesicach, Wężach (Rezerwat przyrody Węże), Rębielicach Królewskich, Kamyku na terenie Wyżyny Krakowsko-Częstochowskiej oraz Kadzielni w Kielcach na terenie Gór Świętokrzyskich – wśród innych śladów fauny kopalnej odkryto fragmenty Hypolagus brachygnathus Kormos, 1934.

## Systematyka

### Etymologia
Hypolagus: gr. ὑπο hupo „pod, poniżej”; λαγως lagōs „zając”.

### Podział systematyczny
Do Hypolagus zaliczone zostały gatunki:
- H. balearicus – wczesny pliocen, Majorka i prawdopodobnie Ibiza
- H. beremendensis – wczesny pliocen do wczesnego plejstocenu, Europa
- H. brachygnathus – późny pliocen do środkowego plejstocenu, Europa
- H. gromovi – późny Turolian (9–5,3 mln) do wczesnego Ruscinianu (5,3–3,4 mln), Kaukaz
- H. multiplicatus – późny pliocen do wczesnego plejstocenu, rejon Bajkału
- H. peregrinus – wczesny plejstocen, Sycylia
- H. schreuderae – późny pliocen do wczesnego plejstocenu, Chiny
- H. transbaicalicus – późny pliocen do wczesnego plejstocenu, rejon Bajkału
- H. vetus – późny miocen, Ameryka Północna